# Star Wars: The Clone Wars (sèrie de televisió de 2008)
Star Wars: The Clone Wars és una sèrie d'animació en CGI 3D creada per George Lucas, produïda per Lucasfilm Animation, Lucasfilm i CGCG Inc. i estrenada el 3 d'octubre del 2008 que tracta la cruenta història ocorreguda després de Star Wars Episodi II: L'Atac dels Clons i abans de Star Wars Episodi III: La Venjança dels Sith. La sèrie es presenta amb una pel·lícula homònima estrenada e 15 d'agost de 2008. Cada capítol té una durada de 22 minuts. Dave Filoni és el director supervisor de la sèrie.
La sèrie es va estrenar en castellà a Antena 3 a finals del 2008. En català encara no s'ha doblat, excepte la primera pel·lícula, que consta de quatre episodis.
A principis del 2013, Lucasfilm va anunciar que acabarien la producció de The Clone Wars. Super RTL, una xarxa de televisió alemanya, va començar a emetre els episodis el 15 de febrer de 2014. Els episodis de la sisena temporada es van posar a disposició als EUA per a la seva transmissió a Netflix, juntament amb la totalitat de la sèrie, a partir del 7 de març de 2014.
Un projecte conegut com The Clone Wars Legacy va adaptar arcs d'històries no produïdes a altres formats, com ara còmics i novel·les. La sèrie va ser revifada per una setena i darrera temporada de 12 nous episodis, que es va estretrenar a Disney+ el 21 de febrer del 2020.

## Temporades
| Temporada  | Episodis   | Emissió original       | Emissió original   | Emissió original |
| Temporada  | Episodis   | Inici                  | Final              | Plataforma       |
| ---------- | ---------- | ---------------------- | ------------------ | ---------------- |
| pel·lícula | pel·lícula | 15 d'agost de 2008     | 15 d'agost de 2008 | Cinemes          |
| 1          | 22         | 3 d'octubre de 2008    | 20 de març de 2009 | Cartoon Network  |
| 2          | 22         | 2 d'octubre de 2009    | 30 d'abril de 2010 | Cartoon Network  |
| 3          | 22         | 17 de setembre de 2010 | 1 d'abril de 2011  | Cartoon Network  |
| 4          | 22         | 16 de setembre de 2011 | 16 de març de 2012 | Cartoon Network  |
| 5          | 20         | 29 de setembre de 2012 | 2 de març de 2013  | Cartoon Network  |
| 6          | 13         | 15 de febrer de 2014   | 7 de març de 2014  | Netflix          |
| 7          | 12         | 21 de febrer de 2020   | 8 de maig de 2020  | Disney+          |

## Personatges
Aquesta és una llista de personatges que apareixen a la sèrie d'animació:
- Obi-Wan Kenobi
- Anakin Skywalker
- Ahsoka Tano
- Padmé Amidala
- C-3PO
- R2-D2
- Yoda
- Comte Dooku
- Mace Windu
- Asajj Ventress
- General Grievous
- Palpatine
- Nute Gunray
- Plo Koon
- Kit Fisto
- Shaak Ti
- Aayla Secura
- Jabba el Hutt
- Rotta el Huttlet
- IG-100 MagnaGuarda
- Droides de Combat
- Super Droides de Combat
- Soldats Clons
- Droidekas
- Durge
- Comandant Cody
- Capità Rex
- Boba Fett
- Luminara Unduli
- Comandant Gree
- Rei Gatunko
- SEV
- FIXER
- SCORCH
- BOSS
- Mandalorians
- Esquadró Omega
- Almirall Yularen

## Capítols

### Pel·lícula
La pel·lícula Star Wars: The Clone Wars va ser posada en cartellera als cinemes el 15 d'agost del 2008 per a servir com a pilot oficial dels episodis de la sèrie.

### Temporada 1
| Núm. total | Núm. de la temporada | Títol                                                         | Direcció              | Guió                                         | Data d'emissió original | Codi de prod. | Espectadors US (milions) |    |
| --- | -------------------- | ------------------------------------------------------------- | --------------------- | -------------------------------------------- | ----------------------- | ------------- | ------------------------ | -- |
| 1 | 1                    | «Ambush (Emboscada)»                                          | Dave Bullock          | Steven Melching                              | 3 d'octubre de 2008     | 1.08          | 3.99                     | 86 |
| El Mestre Jedi Yoda ha de fer front a la temible assassina del comte Dooku, Asajj Ventress, i el seu massiu exèrcit droide per demostrar que els Jedi són prou forts per protegir un planeta estratègic i forjar un tractat per a la República. Ventress falla contra Yoda, de manera que Dooku li diu a Ventress que mati al rei del planeta, que vol signar el tractat amb la República. Yoda protegeix el rei de Ventress, que després fuig. |                      |                                                               |                       |                                              |                         |               |                          |    |
| 2 | 2                    | «Rising Malevolence (La creació de la Malevolència)»          | Dave Filoni           | Steven Melching                              | 3 d'octubre de 2008     | 1.07          | 4.92                     | 86 |
| Un atac d'una nova arma separatista devastadora: la poderosa nau espacial Malevolence, deixa al Mestre Jedi Plo Koon i les seves tropes clon lluitant per sobreviure fins que Anakin i Ahsoka els puguin trobar. |                      |                                                               |                       |                                              |                         |               |                          |    |
| 3 | 3                    | «Shadow of Malevolence (L'ombra del Malevolence)»             | Brian Kalin O'Connell | Steven Melching                              | 10 d'octubre de 2008    | 1.09          | 2.8                      | 86 |
| Amb l'ajuda de la seva Padawan, Ahsoka i el Mestre Jedi Plo Koon, Anakin utilitza nous bombarders de llarg abast per liderar un atac contra la nau de guerra del General Grievous, Malevolence, i la seva arma destructiva. |                      |                                                               |                       |                                              |                         |               |                          |    |
| 4 | 4                    | «Destroy Malevolence (La destrucció de la Malevolència)»      | Brian Kalin O'Connell | Steven Melching                              | 17 d'octubre de 2008    | 1.11          | Sense determinar         | 86 |
| Padmé Amidala i C-3PO son presos com ostatges pel general Grievous, deixant Anakin i Obi-Wan per salvar la senadora i completar la destrucció del Malevolence. |                      |                                                               |                       |                                              |                         |               |                          |    |
| 5 | 5                    | «Rookies (Els principiants)»                                  | Justin Ridge          | Steven Melching                              | 24 d'octubre de 2008    | 1.14          | Sense determinar         | 86 |
| Sols en un avantguarda llunyana, els oficials del clon Capità Rex i Cody han d'inspirar la seva unitat de principants per creure en ells mateixos per evitar una invasió de comandos droids. |                      |                                                               |                       |                                              |                         |               |                          |    |
| 6 | 6                    | «Downfall of a Droid (La caiguda en desgràcia d'un androide)» | Rob Coleman           | George Krstic                                | 7 de novembre de 2008   | 1.02          | Sense determinar         | 86 |
| R2-D2 es perd durant una ferotge espai de batalla i Anakin ha de trobar-lo abans que els separatistes descobreixin els secrets militars Jedi ocults en els seus bancs de memòria. |                      |                                                               |                       |                                              |                         |               |                          |    |
| 7 | 7                    | «Duel of the Droids (Duel entre androides)»                   | Rob Coleman           | Kevin Campbell & Henry Gilroy                | 14 de novembre de 2008  | 1.06          | Sense determinar         | 86 |
| Anakin, Ahsoka, i el reemplaçament Droid R3-S6 s'embarquen en una missió doble de rescat i sabotatge quan descobreixen que R2-D2 és mantingut a l'estació Skytop d'espionatge del General Grievous. |                      |                                                               |                       |                                              |                         |               |                          |    |
| 8 | 8                    | «Bombad Jedi (En Bombad Jedi)»                                | Jesse Yeh             | Kevin Rubio & Steven Melching & Henry Gilroy | 21 de novembre de 2008  | 1.05          | 2.77                     | 86 |
| 9 | 9                    | «Cloak of Darkness (Foscor que Envolta)»                      | Dave Filoni           | Paul Dini                                    | 5 de desembre de 2008   | 1.10          | 1.95                     | 86 |
| 10 | 10                   | «Lair of Grievous (El cau d'en Grievous)»                     | Atsushi Takeuchi      | Henry Gilroy                                 | 12 de desembre de 2008  | 1.12          | 2.14                     | 86 |
| 11 | 11                   | «Dooku Captured (En Dooku capturat)»                          | Jesse Yeh             | Julie Siege                                  | 2 de gener de 2009      | 1.16          | Sense determinar         | 86 |
| 12 | 12                   | «The Gungan General (El general Gungan)»                      | Justin Ridge          | Julie Siege                                  | 9 de gener de 2009      | 1.20          | 2.31                     | 86 |
| 13 | 13                   | «Jedi Crash (Jedi extraviats)»                                | Rob Coleman           | Katie Lucas                                  | 16 de gener de 2009     | 1.22          | 2.35                     | 86 |
| 14 | 14                   | «Defenders of Peace (Defensors de la pau)»                    | Steward Lee           | Bill Canterbury                              | 23 de gener de 2009     | 1.24          | 2.17                     | 86 |
| 15 | 15                   | «Trespass (Invasió il·legal)»                                 | Brian Kalin O'Connell | Steven Melching                              | 30 de gener de 2009     | 1.25          | 2.62                     | 86 |
| 16 | 16                   | «The Hidden Enemy (L'enemic ocult)»                           | Steward Lee           | Drew Z. Greenberg                            | 6 de febrer de 2009     | 2.01          | 2.51                     | 86 |
| 17 | 17                   | «Blue Shadow Virus (El virus d'Ombra Blava)»                  | Giancarlo Volpe       | Craig Titley                                 | 13 de febrer de 2009    | 1.26          | 2.94                     | 86 |
| 18 | 18                   | «Mystery of a Thousand Moons (El misteri de les mil llunes)»  | Jesse Yeh             | Brian Larsen                                 | 20 de febrer de 2009    | 2.02          | 2.11                     | 86 |
| 19 | 19                   | «Storm Over Ryloth (Una Tempesta sobre Ryloth)»               | Brian Kalin O'Connell | George Krstic & Scott Murphy & Henry Gilroy  | 27 de febrer de 2009    | 1.15          | 2.37                     | 86 |
| 20 | 20                   | «Innocents of Ryloth (Els innocents de Ryloth)»               | Justin Ridge          | Randy Stradley & Henry Gilroy                | 6 de març de 2009       | 1.17          | 2.49                     | 86 |
| 21 | 21                   | «Liberty on Ryloth (Llibertat a Ryloth)»                      | Rob Coleman           | Henry Gilroy                                 | 13 de març de 2009      | 1.19          | 3.01                     | 86 |
| 22 | 22                   | «Hostage Crisis (Crisi d'ostatges)»                           | Giancarlo Volpe       | Eoghan Mahony                                | 20 de març de 2009      | 2.04          | 3.29                     | 86 |

### Temporada 2
1. Holocron Heist (L'holocró robat)
2. Cargo of Doom (Càrrega mortal)
3. Children of the Force (Els nens amb la Força)
4. Senate Spy (Un espia al senat)
5. Landing on Point Rain (Aterratge al lloc de trobada)
6. Weapons Factory (Fàbrica d'armes)
7. Legacy of Terror (Patrimoni de terror)
8. Brain Invaders (Invasors de cervells)
9. Grievous Intrigue (La intriga d'en Grievous)
10. The Deserter (El desertor)
11. Lightsaber Lost (L'espasa làser perduda)
12. The Mandalore Plot (El complot de Mandalore)
13. Voyage of Temptation (Viatge de la temptació)
14. Duchess of Mandalore (Duquessa de Mandalore)
15. Senate Murders (Assassins al senat)
16. Cat and Mouse (El gat i el ratolí)
17. Bounty Hunters (Caça-recompenses)
18. Zillo Beast (La bèstia Zillo)
19. The Zillo Beast Strikes Back (La bèstia Zillo contraataca)
20. Death Trap (Trampa assassina)
21. R2 Come Home (R2 torna a casa)
22. Lethal Trackdown (Rastreig letal)

### Temporada 3
1. Clone Cadets (Cadets clons)
2. ARC Troopers (Soldats ARC)
3. Supply Lines (Línies de subministrament)
4. Sphere of Influence (Esfera d'influència)
5. Corruption (Corrupció)
6. The Academy (L'acadèmia)
7. Assassin (Assassina)
8. Evil Plans (Plans malvats)
9. Hunt for Ziro (A la caça d'en Ziro)
10. Heroes on Both Sides (Herois a ambdós cantons)
11. Pursuit of Peace (Buscant la pau)
12. Nightsisters (Germanes de nit)
13. Monster (El monstre)
14. Witches of the Mist (Bruixes de la boira)
15. Overlords (La família de la Força)
16. Altar of Mortis (L'altar de Mortis)
17. Ghosts of Mortis (Els fantasmes de Mortis)
18. The Citadel (La Ciutadella)
19. Counterattack (Contraatac)
20. Citadel Rescue (Rescat de la Ciutadella)
21. Padawan Lost (La padawan perduda)
22. Wookiee Hunt (El wookiee caçat)

### Temporada 4
1. Water War (Guerra d'aigua)
2. Gungan Attack (Atac Gungan)
3. Prisoners (Presoners)
4. Shadow Warrior (Guerrer d'Ombra)
5. Mercy Mission (Missió de misericòrdia)
6. Nomad Droids (Androides nòmades)
7. Darkness on Umbara (Foscor a Umbara)
8. The General (El general)
9. Plan of Dissent (El pla de la dissidència)
10. Carnage of Krell (L'acarnissament d'en Krell)
11. Kidnapped (Segrestats)
12. Slaves of the Republic (Esclaus de la República)
13. Escape from Kadavo (Escapada de Kadavo)
14. A Friend in Need (Un amic necessitat)
15. Deception (Engany)
16. Friends and Enemies (Amics i enemics)
17. The Box (La caixa)
18. Crisis on Naboo (Crisi a Naboo)
19. Massacre (Massacre)
20. Bounty (Recompensa)
21. Brothers (Germans)
22. Revenge (Venjança)